# 이마촌 (오카야마현)
이마촌(今村)은 오카야마현 미쓰군에 있던 촌이다. 현재의 오카야마시 기타구의 일부에 해당한다.

## 역사
- 1889년 6월 1일 - 정촌제 시행에 의해 미노군 이마촌이 발족하였다.
- 1900년 4월 1일 - 쓰다카군과 합병해 미쓰군이 되었다.
- 1952년 4월 1일 - 오카야마시에 편입해 소멸하였다.

## 참고문헌
- 『岡山市史　政治編』岡山市役所、1964年。